# Хоу, Горди
Го́рдон (Го́рди) Хо́у (англ. Gordon "Gordie" Howe; 31 марта 1928[…], Флорал, Саскачеван — 10 июня 2016[…], Силвейния, Огайо) — канадский хоккеист, правый крайний нападающий. Играл в НХЛ с 1946 по 1971 год и в сезоне 1979/80, ВХА в 1973—1979 годах. Четырёхкратный обладатель Кубка Стэнли и двукратный обладатель Кубка Авко, шестикратный обладатель Харт Трофи (награда самому полезному игроку регулярного сезона НХЛ) и Арт Росс Трофи (самому результативному игроку регулярного сезона), 23-кратный участник матчей всех звёзд НХЛ. Офицер ордена Канады (1971), член Зала хоккейной славы (1972) и Зала спортивной славы Канады (1975).

## Биография

### Начало карьеры
Родился в марте 1928 года в муниципалитете Флорал, расположенном в провинции Саскачеван. Отец — Альберт Кларенс Хоу, был родом из Миннесоты, мать — Кэтлин Шульц, родилась в Штутгарте на территории Германской империи.
В девятилетнем возрасте переехал с родителями в Саскатун. Рос крепким и развитым не по годам. Начинал в команде школы «Кинг Джордж» на позиции вратаря. Но потом с подсказки детского тренера Бобби Трики переквалифицировался в защитника, а затем стал правым форвардом.
К 15 годам Хоу достиг достаточного уровня мастерства, чтобы его пригласили в летний тренировочный лагерь клуба НХЛ «Нью-Йорк Рейнджерс». Однако юноша сильно скучал по дому и в итоге покинул лагерь ещё до окончания занятий. В следующем году в тренировочном лагере клуба «Детройт Ред Уингз», где собрались ветераны и начинающая молодёжь, его дела сложились удачнее. Хоу, умевший бросать с обеих рук, особенно впечатлил тренеров способностью к рывку и точными бросками с любого фланга. В итоге он подписал контракт с «Детройтом» и был отправлен в дочернюю команду клуба в Галт (Онтарио).
Сезон 1945/46 17-летний Хоу провёл в «Омаха Найтс» — профессиональном клубе «Ред Уингз», за 51 игру набрав 48 очков по системе «гол плюс пас». В начале сезона 1946/47, к моменту своего дебюта в НХЛ, он в 18 лет уже достиг роста 6 футов (1,8 м) и веса более 200 фунтов (91 кг), что делало его одним из самых тяжёлых игроков во всей лиге. Свой первый гол в НХЛ он забил в первой же игре, а всего за сезон провёл семь шайб, набрав 22 очка по системе «гол плюс пас».

### «Продакшн-лайн»

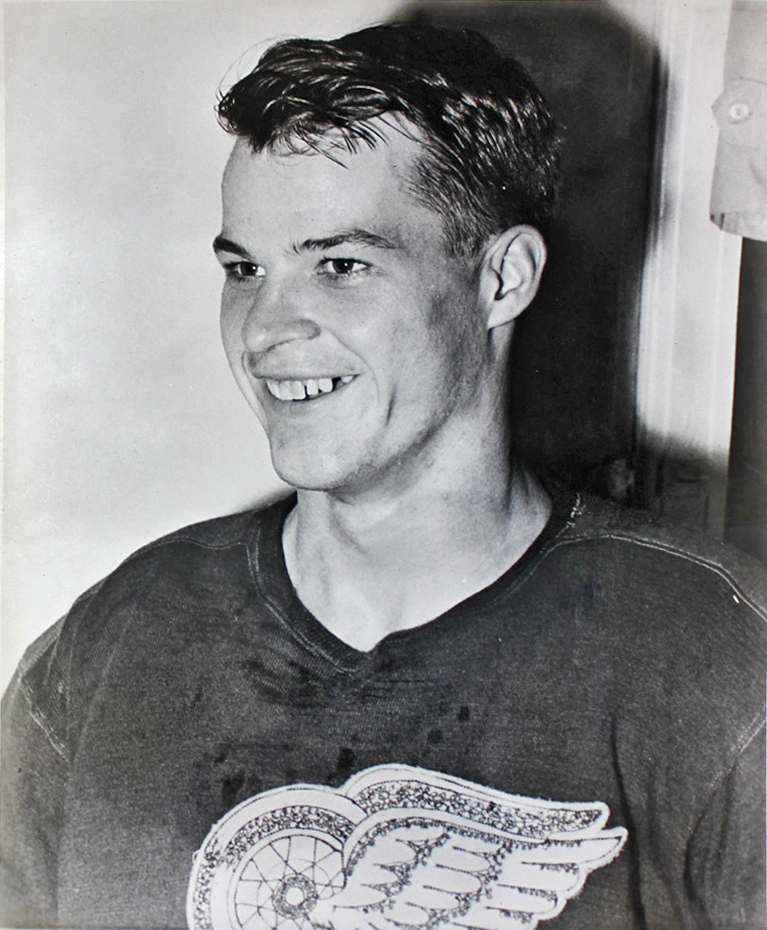
Горди Хоу в сезоне 1946/47

В свой первый год в «Детройте» играл под номером 17. В межсезонье клуб покинул Рой Конахер, будущий член Зала хоккейной славы, и Хоу получил освободившийся номер 9, под которым выступал все последующие годы за «Детройт». Закрепившись в составе «Ред Уингз», Хоу был определён в одну тройку нападения с Сидом Абелем и Тедом Линдсеем. К концу 1940-х годов это звено стало лучшим в лиге. Болельщики стали называть эту тройку «Продакшн-лайн» («Сборочный конвейер») за её результативность — прозвище закрепилось в сезоне 1948/49, когда Линдсей и Абель заняли соответственно третье и четвёртое места в списке всех бомбардиров лиги. Сам Хоу уже во второй сезон в НХЛ удвоил свою результативность и в начале сезона 1948/49 принял участие в первом за карьеру матче всех звёзд, получив в нём пятиминутное удаление за драку.
Регулярный сезон 1949/50 все трое игроков «Продакшн-Лайн» закончили во главе рейтинга бомбардиров НХЛ (несмотря на то, что Хоу опять почти удвоил свою результативность, он остался в этом списке третьим). В плей-офф, однако, его хоккейная карьера едва не закончилась преждевременно. В первой игре серии против принципиальных противников «Детройта» — «Торонто Мейпл Лифс» — он в попытке провести силовой приём против капитана команды-соперника Теда Кеннеди промахнулся и врезался головой в бортик. Результатом стали проломленный череп, сломанные нос и скуловая кость. Нападающему «Ред Уингз» пришлось сделать операцию, чтобы снизить повышавшееся внутричерепное давление. В отсутствие Хоу «Детройт» выиграл серию против «Торонто» — действующих трёхкратных обладателей Кубка Стэнли, а затем завоевал этот трофей, также в семи играх, в серии с «Нью-Йорк Рейнджерс». Во время церемонии награждения Хоу уже сумел выйти на лёд, чтобы коснуться завоёванного кубка. Уже в следующем году он стал лучшим бомбардиром НХЛ, опередив ближайшего соперника на 20 очков по системе «гол плюс пас» и показав по отдельности лучшие результаты в лиге в каждом из этих двух компонентов (по 43).
«Конвейер» первой модели играл в НХЛ до начала 1950-х годов. Позже это название носила тройка, в которой играли Хоу, Линдсей и Алекс Дельвеккьо, а затем тройка Хоу-Дельвеккьо-Фрэнк Маховлич. К 1963 году Хоу по шесть раз завоевал приз лучшему бомбардиру НХЛ и приз самому ценному игроку регулярного сезона, став обладателем Кубка Стэнли в 1952, 1954 и 1955 годах. Он ежегодно с 1949 по 1970 год (за исключением сезона 1954/55) избирался в символическую сборную НХЛ, в том числе 12 раз — в её первый состав, и ежегодно с 1948 по 1971 год (за исключением 1956 года) принимал участие в матчах всех звёзд НХЛ. Хоу входил в число пяти лучших бомбардиров НХЛ 20 сезонов подряд. 10 ноября 1963 года, проведя свою 545-ю шайбу в НХЛ, он побил рекорд лиги по количеству голов. Хоу также помог «Детройту» семь раз подряд — с сезона 1948/49 по сезон 1954/55 — выиграть регулярный сезон НХЛ, что оставалось рекордом лиги вплоть до дня его смерти.
Лучшие годы Хоу в НХЛ пришлись на период, когда в лиге практиковался жёсткий оборонительный хоккей и игры обыкновенно были малорезультативны. В 1967 году, однако, количество клубов в НХЛ выросло сразу вдвое — с 6 до 12. Это привело к тому, что возможностей для бомбардиров стало больше, и в сезоне 1968/69 Хоу впервые в карьере набрал больше 100 очков за регулярный сезон (44 гола и рекордные для его карьеры 59 передач). Следующий сезон он тоже закончил в десятке лучших бомбардиров НХЛ, но в сезоне 1970/71 — его 25-м сезоне в лиге — артрит левой кисти заставил его чаще оставаться на скамейке запасных. По окончании этого сезона Хоу объявил о завершении игровой карьеры.

### Возобновление игровой карьеры иВсемирная хоккейная ассоциация
Отклонив предложение занять пост главного тренера присоединяющегося к НХЛ клуба «Нью-Йорк Айлендерс», Хоу стал вице-президентом «Детройта». В 1972 году его имя было включено в списки Зала хоккейной славы. Однако уже в 1973 году Хоу предложили вернуться на лёд в качестве игрока Всемирной хоккейной ассоциации, вместе с двумя сыновьями — Марти и Марком — присоединившись к клубу «Хьюстон Аэрос». Возможность сыграть в одной команде с сыновьями он позже назвал «своим величайшим достижением и самым волнующим событием». Хоу принял это предложение, перенёс операцию левой кисти, завоевал приз лучшему игроку ВХА и привёл свою команду к чемпионскому титулу. В этом сезоне он второй раз за карьеру набрал сто очков по системе «гол плюс пас». В 1974 году семейство выступало за сборную ВХА в Суперсерии против сборной СССР.
Свой второй Кубок Авко — приз чемпионам ВХА — Хоу завоевал с «Хьюстоном» в следующем сезоне, а в 1977 году вместе с обоими сыновьями перешёл в другой клуб ВХА — «Нью-Ингленд Уэйлерс». В декабре того же года он забросил свою 1000-ю шайбу за карьеру (во всех лигах). Когда ему был 51 год, в 1979 году, произошло объединение ВХА и НХЛ, и сезон 1979/80 стал последним полным сезоном НХЛ в карьере Горди. В этом в составе «Хартфорда» в одном звене играли сразу три легенды, Горди Хоу — легенда «Детройта», Бобби Халл — легенда «Чикаго», Дэйв Кеон — легенда «Торонто», а средний возраст игроков составлял 44 года. Позднее случилось событие, которое многие хоккейные эксперты до сих пор называют Триумфом Горди Хоу. Хоу проводил свой 23-й матч всех звёзд НХЛ в Детройте. Полные трибуны «Джо Луис Арены», встретили Хоу стоя и аплодировали ему в течение 10 минут, после чего он выкатился на середину площадки и поклонился преданным поклонникам (позднее в этом матче Хоу отдал голевую передачу).
11 апреля 1980 года, в возрасте 52 лет и 11 дней, провёл свой последний регулярный матч в НХЛ. В игре против «Монреаль Канадиенс» «Хартфорд» уступил со счётом 3:4. Хоу намеревался остаться в НХЛ ещё на сезон и предлагал руководству клуба подписать с ним контракт как с играющим помощником тренера. Это предложение было отклонено, но последняя игра в НХЛ не стала последней игрой в карьере Хоу: в 1997 году, в возрасте 69 лет, он вышел на площадку на одну смену в составе клуба Международной хоккейной лиги «Детройт Вайперс». Таким образом он стал единственным в истории хоккеистом, проводившим матчи в шести разных десятилетиях (с 1940-х по 1990-е).
В общей сложности Хоу играл в профессиональный хоккей на протяжении 33 сезонов, только в НХЛ сыграв 1767 матчей. Хотя многие рекорды Хоу, в том числе по количеству голов в НХЛ, были в итоге побиты Уэйном Гретцки, его суммарное количество голов в чемпионатах НХЛ и ВХА (801 в НХЛ + 174 в ВХА, итого 975) осталось непревзойдённым рекордом — Гретцки завершил карьеру с 940 шайбами (46 в ВХА + 894 в НХЛ).

### Последние годы жизни
В 1993 году Горди Хоу и его жена Колин, с которой он познакомился в 1950 году и поженился в 1953 году, учредили Фонд Хоу, целью которого является помощь детям и подросткам из малообеспеченных семей, в том числе в занятиях хоккеем.
Хоу был одним из основателей хоккейного клуба «Ванкувер Джайентс» и оставался его совладельцем после того, как клуб в 2001 году присоединился к Западной хоккейной лиге, а в дальнейшем стал обладателем Мемориального кубка.
В 2009 году Колин Хоу в возрасте 76 лет умерла от болезни Пика. В 2012 году у Горди Хоу была диагностирована деменция. 26 октября 2014 года Хоу перенёс инсульт, был частично парализован, и у него появились проблемы с речью. Скончался в июне 2016 года в Силвании (Огайо). Помимо Марти и Марка Хоу, он оставил после себя третьего сына, Маррея, и дочь Кэти. Прах Горди Хоу и его жены был захоронен у подножия его статуи в Саскатуне.

## Стиль игры
Экономная, продуманная манера игры Хоу резко контрастировала с его взрывным темпераментом в первые годы в НХЛ. Уже в своей первой игре в лиге он начал зарабатывать репутацию драчуна, нокаутировав игрока «Монреаль Канадиенс» Мориса Ришара. В 11 из своих 26 сезонов в НХЛ он набирал больше штрафных минут, чем очков по системе «гол плюс пас». За карьеру врачи наложили ему больше 300 швов, и из-за жёсткого силового стиля игры Хоу прозвали «Мистер Локти» (англ. Mr. Elbows). В первые 5 лет пребывания в НХЛ Хоу числился в списке «Активных забияк лиги», но позже, по совету тренера, он стал играть в джентльменский хоккей. Когда же Хоу забросил свою 500 шайбу в НХЛ, прозвище «Мистер локти» сменилось на «Мистер Хоккей» и никогда больше не менялось.
Сочетание элегантного атакующего стиля Хоу и его постоянной готовности к физическому контакту породило мем «хет-трик Горди Хоу», обозначающий случаи, когда игрок за один матч забрасывает шайбу, делает результативную передачу и участвует в драке. Этот термин получил известность уже после того, как Хоу завершил карьеру в 1980 году, и на его собственном счету только два таких «хет-трика» — оба в сезоне 1953/54 в матчах против «Торонто» (для сравнения — у Рика Токкета 18 за карьеру, у Брендана Шенахана 17).

## Дань уважения
Номер 9, под которым играл Горди Хоу, выведен из обращения в трёх клубах: «Детройт Ред Уингз», «Хартфорд Уэйлерс», «Хьюстон Аэрос».
3 октября 1997 года Хоу выступил в составе клуба Интернациональной хоккейной лиги «Детройт Вайперз», установив тем самым очередной рекорд, который вряд ли когда-нибудь будет побит — он играл в хоккей на протяжении шести десятилетий.
В 2007 году в Детройте перед дворцом спорта «Джо Луис Арена» в Детройте была установлена бронзовая статуя Горди Хоу высотой 12 футов (3,7 м), изображающая нападающего совершающим щелчок. Памятник ему установлен также в Саскатуне. В результате проведённого в 2014 году опроса Хоу был признан самым популярным игроком «Ред Уингз» всех времён. В октябре 2018 года началось строительство моста, который соединит Детройт и канадский город Виндзор и будет назван в честь Горди Хоу. Ожидается, что возведение сооружения стоимостью около $ 6 млрд завершится к 2024 году. Срок планируемой эксплуатации — 125 лет.
В 2010 году Хоу была присвоена почётная докторская степень Саскачеванского университета.

## Награды и достижения
- Четырёхкратный обладатель Кубка Стэнли (1950, 1952, 1954, 1955)
- Шестикратный обладатель «Арт Росс Трофи» (1951, 1952, 1953, 1954, 1957, 1963)
- Шестикратный обладатель «Харт Трофи» (1952, 1953, 1957, 1958, 1960, 1963)
- Обладатель «Лестер Патрик Трофи» (1967)
- Сыграл в Матче всех звёзд НХЛ 23 раза
- 21 раз выбирался в символическую сборную НХЛ, из них 12 раз — в первый состав[8]
- Двукратный обладатель Кубка Авко[англ.] (1974, 1975)
- Обладатель Гэри Дэвидсон Трофи (1974)
- Сыграл в Матче всех звёзд ВХА 2 раза
- Офицер Ордена Канады (1971)
- Член Зала хоккейной славы с 1972 года
- Член Зала спортивной славы Канады с 1975 года
- Обладатель звезды на Аллее славы Канады с 2000 года[8]
- Первый в истории лауреат награды за достижения жизни НХЛ (2008)[10]
- Кавалер Хоккейного ордена Канады (2012)[8]

## Рекорды и статистические показатели
- Третье место (после Александра Овечкина и Уэйна Гретцки) в НХЛ по количеству голов в регулярных сезонах: 801 (первое до 1994 года; первое место среди правых нападающих до дня смерти[10])
- Четвёртое место (после Уэйна Гретцки, Яромира Ягра и Марка Мессье) в НХЛ по количеству очков в регулярных сезонах: 1850
- Третье место (после Гретцки и Овечкина) в НХЛ по количеству голов в регулярных сезонах и плей-офф: 869
- Четвёртое место (после Гретцки, Мессье и Ягра) в НХЛ по количеству очков, набранных в регулярных сезонах и плей-офф: 2010
- Второе место (после Овечкина) в НХЛ по количеству голов в составе одной команды в регулярных сезонах: 786
- Наибольшее количество голов в регулярных сезонах в НХЛ и ВХА: 975
- Второе место (после Гретцки) в НХЛ и ВХА по количеству набранных очков в регулярных сезонах: 2358
- Второе место (после Гретцки) в НХЛ и ВХА по количеству голов в регулярных сезонах и плей-офф: 1071
- Второе место (после Гретцки) в НХЛ и ВХА по количеству передач в регулярных сезонах и плей-офф: 1518
- Второе место (после Гретцки) в НХЛ и ВХА по количеству очков в регулярных сезонах и плей-офф: 2589
- Второе место (после Патрика Марло) в НХЛ по количеству игр в регулярных сезонах: 1767
- Четвёртое место (после Мессье, Марло и Ягра) в НХЛ по количеству игр в регулярных сезонах и плей-офф: 1924
- Наибольшее количество сыгранных игр в регулярных сезонах в НХЛ и ВХА: 2186
- Наибольшее количество сыгранных игр в регулярных сезонах и плей-офф в НХЛ и ВХА: 2421
- Наибольшее количество сыгранных сезонов в НХЛ (делит с Крисом Челиосом): 26
- Наибольшее количество сыгранных сезонов в НХЛ и ВХА: 32
- Наибольшее количество голов в НХЛ в регулярных сезонах правым нападающим: 801
- Второе место (после Ягра) в НХЛ по количеству очков в регулярных сезонах среди правых нападающих: 1850
- Второе место (после Ягра) в НХЛ по количеству передач в регулярных сезонах среди правых нападающих: 1049
- 10-е место в НХЛ по количеству передач в регулярных сезонах: 1049
- Старейший игрок в истории НХЛ (52 года 11 дней)

## Статистика
| 1945/46     | Омаха Найтс         | USHL        | 51   | 22  | 26   | 48   | 53   | 6   | 2  | 1  | 3   | 15  |
| 1946/47     | Детройт Ред Уингз   | НХЛ         | 58   | 7   | 15   | 22   | 52   | 5   | 0  | 0  | 0   | 18  |
| 1947/48     | Детройт Ред Уингз   | НХЛ         | 60   | 16  | 28   | 44   | 63   | 10  | 1  | 1  | 2   | 11  |
| 1948/49     | Детройт Ред Уингз   | НХЛ         | 40   | 12  | 25   | 37   | 57   | 11  | 8  | 3  | 11  | 19  |
| 1949/50     | Детройт Ред Уингз   | НХЛ         | 70   | 35  | 33   | 68   | 69   | 1   | 0  | 0  | 0   | 7   |
| 1950/51     | Детройт Ред Уингз   | НХЛ         | 70   | 43  | 43   | 86   | 74   | 6   | 4  | 3  | 7   | 4   |
| 1951-52     | Детройт Ред Уингз   | НХЛ         | 70   | 47  | 39   | 86   | 78   | 8   | 2  | 5  | 7   | 2   |
| 1952-53     | Детройт Ред Уингз   | НХЛ         | 70   | 49  | 46   | 95   | 57   | 6   | 2  | 5  | 7   | 2   |
| 1953-54     | Детройт Ред Уингз   | НХЛ         | 70   | 33  | 48   | 81   | 109  | 12  | 4  | 5  | 9   | 31  |
| 1954-55     | Детройт Ред Уингз   | НХЛ         | 64   | 29  | 33   | 62   | 68   | 11  | 9  | 11 | 20  | 24  |
| 1955-56     | Детройт Ред Уингз   | НХЛ         | 70   | 38  | 41   | 79   | 100  | 10  | 3  | 9  | 12  | 8   |
| 1956-57     | Детройт Ред Уингз   | НХЛ         | 70   | 44  | 45   | 89   | 72   | 5   | 2  | 5  | 7   | 6   |
| 1957-58     | Детройт Ред Уингз   | НХЛ         | 64   | 33  | 44   | 77   | 40   | 4   | 1  | 1  | 2   | 0   |
| 1958-59     | Детройт Ред Уингз   | НХЛ         | 70   | 32  | 46   | 78   | 57   | --  | -- | -- | --  | --  |
| 1959-60     | Детройт Ред Уингз   | НХЛ         | 70   | 28  | 45   | 73   | 46   | 6   | 1  | 5  | 6   | 4   |
| 1960-61     | Детройт Ред Уингз   | НХЛ         | 64   | 23  | 49   | 72   | 30   | 11  | 4  | 11 | 15  | 10  |
| 1961-62     | Детройт Ред Уингз   | НХЛ         | 70   | 33  | 44   | 77   | 54   | --  | -- | -- | --  | --  |
| 1962-63     | Детройт Ред Уингз   | НХЛ         | 70   | 38  | 48   | 86   | 100  | 11  | 7  | 9  | 16  | 22  |
| 1963-64     | Детройт Ред Уингз   | НХЛ         | 69   | 26  | 47   | 73   | 70   | 14  | 9  | 10 | 19  | 16  |
| 1964-65     | Детройт Ред Уингз   | НХЛ         | 70   | 29  | 47   | 76   | 104  | 7   | 4  | 2  | 6   | 20  |
| 1965-66     | Детройт Ред Уингз   | НХЛ         | 70   | 29  | 46   | 75   | 83   | 12  | 4  | 6  | 10  | 12  |
| 1966-67     | Детройт Ред Уингз   | НХЛ         | 69   | 25  | 40   | 65   | 53   | --  | -- | -- | --  | --  |
| 1967-68     | Детройт Ред Уингз   | НХЛ         | 74   | 39  | 43   | 82   | 53   | --  | -- | -- | --  | --  |
| 1968-69     | Детройт Ред Уингз   | НХЛ         | 76   | 44  | 59   | 103  | 58   | --  | -- | -- | --  | --  |
| 1969-70     | Детройт Ред Уингз   | НХЛ         | 76   | 31  | 40   | 71   | 58   | 4   | 2  | 0  | 2   | 2   |
| 1970-71     | Детройт Ред Уингз   | НХЛ         | 63   | 23  | 29   | 52   | 38   | --  | -- | -- | --  | --  |
| 1973-74     | Хьюстон Аэрос       | ВХА         | 70   | 31  | 69   | 100  | 46   | 13  | 3  | 14 | 17  | 34  |
| 1974-75     | Хьюстон Аэрос       | ВХА         | 75   | 34  | 65   | 99   | 84   | 13  | 8  | 12 | 20  | 20  |
| 1975/76     | Хьюстон Аэрос       | ВХА         | 78   | 32  | 70   | 102  | 76   | 17  | 4  | 8  | 12  | 31  |
| 1976/77     | Хьюстон Аэрос       | ВХА         | 62   | 24  | 44   | 68   | 57   | 11  | 5  | 3  | 8   | 11  |
| 1977/78     | Нью-Ингленд Уэйлерс | ВХА         | 76   | 34  | 62   | 96   | 85   | 14  | 5  | 5  | 10  | 15  |
| 1978/79     | Нью-Ингленд Уэйлерс | ВХА         | 58   | 19  | 24   | 43   | 51   | 10  | 3  | 1  | 4   | 4   |
| 1979/80     | Хартфорд Уэйлерс    | НХЛ         | 80   | 15  | 26   | 41   | 42   | 3   | 1  | 1  | 2   | 2   |
| 1997-98     | Детройт Вайперз     | IHL         | 1    | 0   | 0    | 0    | 0    | --  | -- | -- | --  | --  |
| Всего в НХЛ | Всего в НХЛ         | Всего в НХЛ | 1767 | 801 | 1049 | 1850 | 1685 | 157 | 68 | 92 | 160 | 220 |
| Всего в ВХА | Всего в ВХА         | Всего в ВХА | 419  | 174 | 334  | 508  | 399  | 78  | 28 | 43 | 71  | 115 |